# Marshallès
El Marshallès (d'acord amb la nova ortografia Kajin M̧ajeļ o d'acord amb l'ortografia antiga Kajin Majōl, [kɑ͡æzʲinʲ(e͡ɤ) mˠɑɑ̯zʲɛ͡ʌɫ]), també conegut com a Ebon, és una llengua malaiopolinèsia que es parla a les Illes Marshall per unes 44.000 persones, essent la llengua principal del país. Hi ha dos dialectes principals, ralik (occidental, parlat a la Cadena Ratik) i ratak (oriental, parlat a la Cadena Ratak).

## Classificació
El marshallès, una llengua micronèsia, és un membre del subgrup oriental de les llengües oceàniques de les llengües austronèsies. Els parents lingüístics més propers del marshallès són les altres llengües micronèsies, incloent-hi el chuukès, el gilbertès, el kosrèa, el nauruà i el pohnpeià.
Dins de l'arxipèlag de la Micronèsia, el marshallès, junt amb la resta del grup de llengües micronèsies, no està tan estretament relacionat amb el yapès, classificat amb més ambigüitat, o amb les llengües polinèsiques perifèriques kapingamarangi i nukuorès al l'estat Pohnpei, i està encara menys relacionat a les llengües sondanès-celebès de llengua palauès a la República de Palau i el Chamorro a les Illes Marianes.

## Variació
La república de les Illes Marshall conté 34 atols que estan separats en dues cadenes, la cadena oriental Ratak i la cadena occidental Ralik. Aquestes dues cadenes tenen dialectes diferents, que difereixen principalment lèxicament, i són mútuament intel·ligibles. L'atol d'Ujelang a l'oest tenia una "parla lleugerament menys homogènia, però ha estat deshabitat des de 1980.
Els dialectes ratak i ratik es diferencien fonèticament en com tracten amb arrels que comencen amb consonant doble.
El marshallès ratak insereix una vocal per separar les consonants, mentre que el ratik afegeix un avoca abans de les consonants (pronunciat com un fonema de consonant no escrit /j/ abans de la vocal). Per exemple, l'arrel kkure 'jugar' esdevé ukkure en marshallès ralik o kukure en marshallès ratak.

## Estatus
El marshallès és la llengua oficial de les Illes Marshall i gaudeix d'un ús vigorós. El 1979, unes 43.900 persones parlaven la llengua a les Illes Marshall. Comptant també els grups addicionals que parlen la llengua en altres països com Nauru i els Estats Units d'Amèrica el nombre total de parlants del marshallès és de 49.550 persones. Junt amb el pohnpeià i el chuukès, el marshallès destaca entre les llengües micronèsies per tenir desenes de milers de parlants; la major part de les llengües micronèsies tenen molt menys parlants. S'ha publicat un diccionari i una traducció de la bíblia al marshallès.

## Fonologia

### Consonants
El marshallès té un intentari gran de consonants, on cada consonant té algun tipus d'articulació secundària (palatalització, velarització, o labialització). Les consonants palatalitzades es consideren «lleugeres», i les velaritzades i labialitzades es consideren com a «pesades», amb les consonants labialitzades sent tant velaritzades com labialitzades. (Això és semblant a les consonants «esveltes» i «àmglies» de les llengües goidèliques, o les consonants "suaus" i "dures" de la llengua russa.) Les consonants «lleugeres» es consideren les articulacions més relaxades.
El fonemes de consonants al marshallès són els següents:
|               | Labial      | Labial        | Coronal     | Coronal      | Coronal | Dorsal       | Dorsal |
| Palatalitzada | Velaritzada | Palatalitzada | Velaritzada | Labialitzada | (Velar) | Labialitzada |        |
| Lleugera      | Pesada      | Lleugera      | Heavy       | Heavy        | Heavy   | Heavy        |        |
| ------------- | ----------- | ------------- | ----------- | ------------ | ------- | ------------ | ------ |
| Oclusiva      | /pʲ/        | /pˠ/          | /tʲ/        | /tˠ/         |         | /k/          | /kʷ/   |
| Nasal         | /mʲ/        | /mˠ/          | /nʲ/        | /nˠ/         | /nʷ/    | /ŋ/          | /ŋʷ/   |
| Ròtica        |             |               | /rʲ/        | /rˠ/         | /rʷ/    |              |        |
| Lateral       |             |               | /lʲ/        | /lˠ/         | /lʷ/    |              |        |
| Semivocal     |             |               | /j/         |              |         | (/ɰ/)        | /w/    |

El marshallès no té contrast de sonorització a les consonants. Tot i així, les oclusions poden ser sonoritzats amb un al·lòfon de forma parcial: [p→b], [t→d], [k→ɡ]. Això passa quan estan entre vocals i no estan geminats. Les consonants finals freqüentment són oclusions sordes.
Les semivocals /j ɰ w/ es postulen per desaparèixer en molts entorns, acolorint les vocals que les envolten amb posterioritat i labialització. Això ve motivat per la distribució limitada de superfície d'aquests fonemes, així com per alguna altra evidència que la posterioritat i labialització no estan especificades fonèticament per a les vocals del marshallès. De fet, la consonant /ɰ/ mai apareix a la superfície fonèticament, però s'usa per explicar el fenomen precedent. (/j/ i /w/ poden aparèixer fonèticament a la superfície, però sola a posicions inicials o finals de paraula, i fins i tot en aquests casos no de manera consistent.)
La consonant /tʲ/ pot esdevenir fonèticament com [tʲ], [tsʲ], [sʲ], [c], o [ç] (o qualsevol de les seves variants de consonant sonora) [dʲ], [dzʲ], [zʲ], [ɟ], o [ʝ]), en variació lliure. Internament les paraules generalment suposen una articulació de consonant sonora fricativa com [zʲ] (o [ʝ]), però no quan estan geminades. /tʲ/ s'usa per adaptar sibilants estrangers al marshallès.
El marshallès no té cap fonema /tʷ/ distintiu.
Les consonants dorsals /k ŋ kʷ ŋʷ/ són en general velars, però amb la llengua una mica més enrere [k̠ ɡ̠ ŋ̠ k̠ʷ ɡ̠ʷ ŋ̠ʷ], fent-les en algun lloc entre consonants velars i uvulars en articulació. Tots els fonemes dorsals són «pesats» (velaritzats o labialitzats), i cap d'ells són «lleugers» (palatalitzats). Com s'ha indicat abans, les articulacions de consonants palatals, [c], [ɟ], [ç] i [ʝ] es tracten com al·lòfons de l'obstrucció coronal palatalitzada /tʲ/, tot i que les consonants palatals són físicament dorsals.
/nˠ/ i /nʷ/ s'articulen normalment com retroflexes nasals [ɳˠ] i [ɳʷ].
Les consonants /rʲ/, /rˠ/ i /rʷ/ són totes consonants coronals i vibrants. /rˠ/ és semblant al català rr amb una posició de tri a la cresta alveolar. Però /rʲ/ és vibrant dental [r̪ʲ], articulada més endavant a darrere les dents incisives. El diccionari marshallès anglès i Willson (2003) descriuen les consonants ròtiques com «retroflexes», però aclareixen com es relaciona això amb la seva posició vibrant dental o alveolar. Les consonants laterals pesades /lˠ/ and /lʷ/ són aproximants laterals alveolar velaritzades, [ɫ] i [ɫʷ] articulades, respectivament.
Les consonants velaritzades (i, per extensió, les consonants labialitzades) poden ser en realitat velaritzades o pronunciats amb la faringe. Això és semblant a la consonant emfàtica de l'àrab o de l'hebreu oriental.

### Vocals
El marshallès té un sistema vocal vertical d'únicament quatre fonemes de vocal, cadascú d'ells amb molts al·lòfons que depenen de les consonants que els envolta.
MED (1976), Choi (1992) and Willson (2003) denoten les vocals del marshallès de forma diferent. Choi (1992) observa sols tres fonemes de vocal, però proposa la teoria que pot haver-hi un procés històric de reducció de quatre a tres. L'article present utilitza la notació de MED.
|                 | Fonema          | Aparicions a la superfície | Aparicions a la superfície | Aparicions a la superfície | Aparicions a la superfície | Aparicions a la superfície | Aparicions a la superfície | Aparicions a la superfície | Aparicions a la superfície | Aparicions a la superfície |
| MED             | MED             | MED                        | Choi                       | Choi                       | Choi                       | Willson                    | Willson                    | Willson                    |                            |                            |
| no labialitzada | no labialitzada | rounded                    | no labialitzada            | no labialitzada            | rounded                    | no labialitzada            | no labialitzada            | rounded                    |                            |                            |
| front           | Fonema          | posterior                  | posterior                  | front                      | posterior                  | posterior                  | front                      | posterior                  | posterior                  |                            |
| --------------- | --------------- | -------------------------- | -------------------------- | -------------------------- | -------------------------- | -------------------------- | -------------------------- | -------------------------- | -------------------------- | -------------------------- |
| Tancada         | /ɨ/             | [i]                        | [ɯ]                        | [u]                        | [i]                        | [ɯ]                        | [u]                        | [i]                        | [ɯ]                        | [u]                        |
| Semitancada     | /ɘ/             | [e]                        | [ɤ]                        | [o]                        | [e]                        | [ʌ]                        | [o]                        | [ɪ]                        | [ɤ]                        | [ʊ]                        |
| Semioberta      | /ɜ/             | [ɛ]                        | [ʌ]                        | [ɔ]                        | [e]                        | [ʌ]                        | [o]                        | [e]                        | [ʌ]                        | [o]                        |
| Oberta          | /a/             | [æ]                        | [ɑ]                        | [ɒ]                        | [ɛ]                        | [a]                        | [ɔ]                        | [ɛ]                        | [a]                        | [ɔ]                        |

Superficialment, hi ha dotze al·lòfons de vocal del marshallès que apereixen en parells mínims, una prova freqúent per a presència de fonemes. Per exemple, [mʲææ̯] (mā, 'breadfruit'), [mʲæ͡ɑɑ̯] (ma, 'però'), i [mʲæ͡ɒɒ̯] (mo̧, 'tabú') són paraules separades de marshallès. Tot i així, la distribució no uniforme de fonemes de semivocal suggereix que aquests al·lòfons acaben amb les semivocals (així doncs /mʲaj/, /mʲaɰ/, /mʲaw/).
Quan es tenen consideració les semivocals, resulta que sols hi ha quatre fonemes de vocal.
Quan un fonema de vocal apareix entre consontant amb articulacions secundàries diferents, la vocal apareix a la superfície com una transició suau d'un al·lòfon de vocal a un altre. Per exemple, jok 'tímid', fonèticament /tʲɜkʷ/, esdevé fonèticament com [tʲɛ͡ɔkʷ]. Això implica que hi ha vint-i-quatre diftongs diferents al Marshallès.
| ◌ʲ_◌ˠ | ◌ʲ_◌ʷ | ◌ˠ_◌ʲ | ◌ˠ_◌ʷ | ◌ʷ_◌ʲ | ◌ʷ_◌ˠ |
| ----- | ----- | ----- | ----- | ----- | ----- |
| [i͡ɯ]  | [i͡u]  | [ɯ͡i]  | [ɯ͡u]  | [u͡i]  | [u͡ɯ]  |
| [e͡ɤ]  | [e͡o]  | [ɤ͡e]  | [ɤ͡o]  | [o͡e]  | [o͡ɤ]  |
| [ɛ͡ʌ]  | [ɛ͡ɔ]  | [ʌ͡ɛ]  | [ʌ͡ɔ]  | [ɔ͡ɛ]  | [ɔ͡ʌ]  |
| [æ͡ɑ]  | [æ͡ɒ]  | [ɑ͡æ]  | [ɑ͡ɒ]  | [ɒ͡æ]  | [ɒ͡ɑ]  |

Algunes síl·labes semblen contenir vocals llargues, per exemple naaj 'futur'. Aquestes síl·labes es pensa que contenen una semivocal subjacent (/j/, /ɰ/ o /w/) que no està present fonèticament. Per exemple, la forma subjacent de naaj és /nʲaɰatʲ/. Tot i que la semivocal del mig no es realitza fonèticament, afecta la qualitat de la vocal; d'aquesta manera a una paraula com ara /nʲaɰatʲ/, la vocal fa una transició suau de [æ] a [ɑ] i torna a [æ], com [nʲæ͡ɑː͡ætʲ].

### Fonotàctica
Les síl·labes al marshallès segueixen patrons CV, CVC i VC (C: consonant, V:vocal).
De forma subjacent, les paraules del marshallès sempre comencen i acaben amb consonants. Les vocals inicials, finals i llarges poden explicar-se com a resultat de semivocals subjacents que no estan presents al nivell fonètic. Les vocals inicials a vegades es manifesten amb una semiconsonant [j] o [w], pero no consistentment.
- /jatʲ/ → [æ̯ætʲ ~ jætʲ] 'teixit'[22]

Sols s'admeten seqüències de consonants homorgàniques al marshallès. Això inclou varietats geminades de cada constant. Els clústers no homorgànics se separen per una epèntesi de vocal, fins i tot a través del límit d'una paraula. No estan permesos tampoc alguns clústers homorgànics. Específicament:
- Els clústers obstruent-obstruent, nasal-nasal, líquida-líquida, nasal-obstruent, i nasal-líquida experimenten una assimilació a l'articulació secundària, excepte si la primera consonant és una coronal labialitzada o una dorsal labialitzada, en aquest casels clústers experimenten una assimilaacó de l'articulació labialitzada.[24]
- Clústers obstruent-líquida i líquida-obstruent a part de /lʲtˠ/ i /lˠtˠ/ experimenten epèntesi.[24]
- Els clústers líquid-nasal experimenten assimilació nasal.[24]
- Els clústers obstruent-nasal experimenten epèntese (si són coronals) o assimilació nasal (si no són coronals).[24]

Això crea les assimilacions següents, on les combinacions buides representen epèntesi.
| ↓→  | /p/  | /m/  |
| /p/ | /pː/ | /mː/ |
| /m/ | /mp/ | /mː/ |

| ↓→  | /t/  | /n/  | /r/  | /l/  |
| /t/ | /tː/ |      |      |      |
| /n/ | /nt/ | /nː/ | /nr/ | /nl/ |
| /r/ |      | /nː/ | /rː/ | /rl/ |
| /l/ | †    | /nː/ | /lr/ | /lː/ |

| ↓→  | /k/  | /ŋ/  |
| /k/ | /kː/ | /ŋː/ |
| /ŋ/ | /ŋk/ | /ŋː/ |

| ↓→   | /◌ʲ/   | /◌ˠ/   | /◌ʷ/   |
| /◌ʲ/ | /◌ʲ◌ʲ/ | /◌ˠ◌ˠ/ | /◌ʷ◌ʷ/ |
| /◌ˠ/ | /◌ʲ◌ʲ/ | /◌ˠ◌ˠ/ | /◌ʷ◌ʷ/ |
| /◌ʷ/ | /◌ʷ◌ʷ/ | /◌ʷ◌ʷ/ | /◌ʷ◌ʷ/ |

L'altura d'una vocal d'epèntesi fa una transició entre les dues vocals mées properes. Certs noms occidentalitzats de noms de llocs en marshallès fan ús d'aquestes vocals d'epèntesi, com per exemple:
- Ebeye, d'Ebeje més antics, de Epjā[25]
- Erikub, de Ādkup[25]
- Kwajalein, de Kuwajleen[25]
- Majuro, de Mājro[25]
- Namorik, de Nam̧dik[25]
- Omelek, de Kom̧le ("Kom̧le, Kom̧le")[25]
- Rongelap, de Ron̄ļap[25]
- Rongerik, de Ron̄dik[25]
- Ujelang, de Wūjlan̄[25]
- Uliga, de Wūlka[25]
- Utirik, de Utrōk[25]

Aquest article usa parèntesis a les pronunciacions IPA per indicar les vocals d'epèntesi a les paraules, atès que poden ser omeses sense afectar el significat, per exemple en salts a cançons o síl·labes enunciades.

### Sincronització
Cada un dels fonemes curts de vocal /a ɜ ɘ ɨ/ i els fonemes aproximants /j ɰ w/ ocupen una duració de temps. Tot i que usen temps, els aproximants no estan en general articulats com a semivocals, i Choi (1992) no descarta un nivell més profund de representació. En particular, les vocals curtes /V/ ocupen una unitat de temps i les vocals llargues /VGV/ (on /G/ és un fonema aproximant) ocupen tres cops més temps. Per fer la fonètica més clara, aquest article usa els símbols IPA [æ̯ ɛ̯ e̯ i̯] per a /j/, [ɑ̯ ʌ̯ ɤ̯ ɯ̯] per a /ɰ/ i [ɒ̯ ɔ̯ o̯ u̯] per a /w/, ja que ocupen temps com a consonants als límits de les síl·labes.
En termes de pronunciació, cada seqüència de fonema de consonant /C/ i vocal /V/ port una mora de longitud, amb l'excepció de les seqüència /C/ a /CV/ on la vocal porta una mora per als dos fonemes. Totes les mores es mesuren així a /CV/
o tanquen les seqüències /C/.
- /CVC/ són dues mores: /CV-C/. És també la longitud més curta possible d'una paraula de marshallès.
- /CVCVC/ són tres mores: /CV-CV-C/. Atès que les aproximants són també consonants, les seqüències llarges de vocal de /CVGVC/

són també tres mores.
- /CVCCVC/ són quatre mores: /CV-C-CV-C/.
- Els prefixos com ara ri- són seqüències /CV-/ que ocupen sols una mora, però estan annexats a paraules en comptes de ser paraules per si mateixes.
- Els sufixos com ara -in són seqüències /-VC/. Tot i que la síl·laba mateix ocupa dues mores, sols afegeix una mora a la paraula perquè la vocal per si mateixa s'annexa a l'últim fonema de consonant a la paraula, canviant /-C/ a /-C‿V-C/.

Això fa que el marshallès sigui una llengua rimada amb mores, d'una manera semblant al finès, el gilbertès, el hawaià o el japonès.

### Canvis històrics de sons
| Protoocèanic         | *mp | *mp,ŋp | *p | *m | *m,ŋm | *k    | *ŋk | *ŋ    | *y | *w | *t |    | *s,nj | *ns,j | *j | *nt,nd | *d,R  | *l      | *n      | *ɲ |
| Llengües micronèsies | *p  | *pʷ    | *f | *m | *mʷ   | *k    | *x  | *ŋ    | *y | *w | *t | *T | *s    | *S    | *Z | *c     | *r    | *l      | *n      | *ɲ |
| Marshallès           | *p  | *bʷ    | *y | *m | *mʷ   | *k,kʷ | ∅   | *ŋ,ŋʷ | *y | *w | *j | *j | *t    | *t    | ∅  | *t     | *r,rʷ | *l,ɫ,ɫʷ | *n,ɳ,ɳʷ | *n |

## Ortografia
El marshallès s'escriu amb l'alfabet llatí. Hi ha dues ortografies alternatives.
L'ortografia «vella» va ser introduïda pels missioners. Aquest sistema no és molt consistent o fidel a representar els sons del marshallès, però fins recentment no tenia cap ortografia competidora. Actualment s'usa àmpliament, incloent-hi diaris i signes. L'ortografia «nova» està guanyant popularitat, especialment a les escoles i entre joves adults i nens. L'ortografia «nova» representa els sons del marshallès més fidelment, i és el sistema que s'usa al diccionari marshallès-anglès de Abo et al., actualment l'únic diccionari complet publicat.
A continuació es presenta l'alfabet que promou la República de les Illes Marshal. Consta de 24 lletres.
| A | Ā | B | D | E | I | J | K | L | Ļ | M | M̧ | N | Ņ | N̄ | O | O̧ | Ō | P | R | T | U | Ū | W |
| a | ā | b | d | e | i | j | k | l | ļ | m | m̧ | n | ņ | n̄ | o | o̧ | ō | p | r | t | u | ū | w |

|               | Labial      | Labial          | Coronal     | Coronal    | Coronal   | Dorsal     | Dorsal | Dorsal |
| Palatalitzada | Velaritzada | Palatalalitzada | Velaritzada | Arrodonida | (Plana)   | Arrodonida |        |        |
| ------------- | ----------- | --------------- | ----------- | ---------- | --------- | ---------- | ------ | ------ |
| Oclusiva      | p           | b(w)            | j           | t          |           | k          | k(w)   |        |
| Nasal         | m           | m̧(w)            | n           | ņ          | ņ(w)      | n̄          | n̄(w)   |        |
| Líquida       |             |                 | l d         | ļ r        | ļ(w) r(w) |            |        |        |
| Semivocal     |             |                 | e/i/-       |            |           | -          | w/-    |        |

|          | No arrodonides | No arrodonides | Arrodonides |
| Anterior | Posterior      | Posterior      |             |
| -------- | -------------- | -------------- | ----------- |
| Tancada  | i              | ū              | u           |
| Mitjana  | e              | ō              | o           |
| Oberta   | ā              | a              | o̧           |

L'ortografia del marshallès es basa més en la pronunciació que en l'anàlisi fonètic. En conseqüència, es marca la posterioritat a les vocals malgrat que això sigui al·lofònic, i moltes instàncies de les semivocals/j/ /ɰ/ /w/ que s'han proposat el nivell de fonema no estan escrites, perquè no apareixen a la superfície fonèticament com a consonants. En particular la semivocal /ɰ/, que man no apareix a la superfície fonèticament com una consonant, sempre està sense escriure (tot i que les paraules de doble morfisme com Bok-ak, on el fonema /ɰ/ està present després d'una conjuntura de morfema, pot escriure's alternativament amb una vocal doble, com a Bokaak [pˠʌ͡ɔɡʷɑ̯ɑk] "Bokak").
La lletra w generalment es fa servir en dues situacions:
1. Per marcar una consonant labialitzada (una de kw ļw ņw n̄w rw) o un fonema aproximant (w) abans d'una vocal que s'escriurà per una de a ā e i ō ū (abans d'un fonema no arrodonit de consonant).
2. Per marcar una consonant bilabial velaritzada (o bé bw o bé m̧w) abans d'una vocal que s'escriurà com una de ā e i (abans d'un fonema palatalitzat de consonant).

w mai no s'escriu al final de paraula o abans d'una altra consonant.
- Kuwajleen / Kuajleen [kʷuɒ͡æzʲ(æ)lʲɛːnʲ] "Kwajalein".[34]

El fonema palatal aproximant /j/ també es pot escriure, però sols com e abans una de a o ō o̧, o com i abans d'una de u ū. L'aproximant mai no s'escriu abans cap de ā e i. Per raons històriques, algunes paraules com io̧kwe es poden escriure com yokwe" /> with a y que no existeixen en cas contrari a l'alfabet del marshallès.
Una font de variació ortogràfica es pot trobar en la representació de les vocals. Els monoftongs purs s'escriuen consistentment basant-se en la seva qualitat vocàlica. Tot i així, els diftongs poden sovint escriure's amb qualsevol dels dos sons de vocal que contenen:
- wōtōm / otem [o̯o͡ɤdˠɤ͡emʲ] "tot; cada".[36]

L'ortografia moderna té un biaix en algunes eleccions d'ortografia on ambdues possibilitats són igualment de clares entre dues consonants no aproximants.
- a es prefereix sobre ā.
ļap [ɫɑ͡æpʲ] "gran", no *ļāp[37]
- i es prefereix sobre ū.
dik [r̪ʲi͡ɯk] "petit", no *dūk[38]
- Històricament, tant ō com e s'han usat sovint i de forma intercanviable. Això encara és veritat amb algunes paraules. A la nova ortografia ō es prefereix generalment sobre e en la major part d'aquest tipus de situacions.
aelōn̄ [ɑ̯ɑ͡æelʲe͡ɤŋ] "atoll; island; land", not *aelen̄[39]
Epatōn [ɛ̯ɛbʲæ͡ɑdˠʌ͡ɛnʲ] "Ebadon", no *Epaten[40]
Kūrijm̧ōj [kɯrˠɯ͡izʲ(i͡ɯ)mˠɤ͡etʲ] "Nadal", no *Kūrijm̧ej[41]
Nōļ [nʲɛ͡ʌɫ] "Nell", no *Neļ[42]
- Malgrat això, després de d j m p i abans una de les no arrodonaides b k ļ m̧ ņ n̄ r t, l'ortografia e es prefereix sobre ō.
pinjeļ [pʲinʲzʲɛ͡ʌɫ] "llapis", no *pinjōļ[43]
- Per al nom de les Illes Marshall, la nova ortografia prefereix e, però encara es troba l'ortografia amb ō.
M̧ajeļ o M̧ajōļ [mˠɑɑ̯zʲɛ͡ʌɫ], "Illes Marshall"[44][45]

A una síl·laba on la primera consonant és labialitzada i la segona consonant és palatalitzada, sovint es veu la vocal entre elles escrites com una de a ō ū, generalment associada amb una consonant velaritzada veïna. Per exemple:
- O̧kwōj [ɒ̯ɒɡʷɔ͡ɛtʲ] "Agost".[46]
- Wūjlan̄ [u̯u͡izʲ(e)lʲæ͡ɑŋ] "Ujelang".[47]

L'excepció a aquesta variació són vocals llargues i diftongs llargs fets per fins a dues unitats de mora, que s'escriuen amb la qualitat vocal més a prop del nucli fonètic de la síl·laba llarga:
- jouj [tʲe͡ou͡itʲ] "cortesia".[48]
- naaj [nʲæ͡ɑː͡ætʲ] "serà".[49]
- tāākji [tˠɑ͡æː͡ɑɡ(ʌ͡ɛ)zʲii̯] "taxi".[48]

Si la síl·laba és oberta fonèticament, la vocal escrita és generalment la segona vocal al diftong. Per exemple, la paraula bwe [pˠʌ͡ɛɛ̯] no s'escriu usualment d'una altra manera. Però encara poden haver-hi excepcions, com aelōn̄ (/ɰajɘlʲɘŋ/ [ɑ̯ɑ͡æelʲe͡ɤŋ] "terra; país; illa; atol"), que es prefereix sobre *āelōn̄ perquè l'ortografia a emfatitza que el primer fonema de consonant aproximant (no escrita) és dorsal més que palatal.
L'ortografia d'afixos gramaticals, tals com ri- (/rˠɨ-/) i -in (/-ɨnʲ/) és menys variable, malgrat que les seves vocals esdevenen diftongs amb el segon membre dependent de la consonant prèvia/posterior. Per exemple, el prefix ri- pot pronunciar-se am qualsevol de [rˠɯ͡i rˠɯ rˠɯ͡u]
depenent de l'arrel, per exemple el term Ri-M̧ajeļ ("poble marshallès") es pronuncia realment [rˠɯ-mˠɑɑ̯zʲɛ͡ʌɫ], com si fos Rūm̧ajeļ.

### Problemes de visualització
A la major part dels textos corregits impresos, les lletres Ļ ļ M̧ m̧ Ņ ņ O̧ o̧ apareixen sempre amb trencat directament a sota, i les lletres Ā ā N̄ n̄ Ō ō Ū ū sempre apareixen amb màcrons inalterats directament a sobre. Tot i així, aquests diacrítics són sovint reemplaçats per ortografies ad hoc usen caràcters més comuns o més fàcils de visualitzar. En particular, el Diccionari en línea marshallès-anglès, Marshallese-English Online Dictionary (però no la versió impresa), o MOD, usa els caràcters següents:
| Estàndard | Estàndard | Estàndard | Estàndard | Estàndard |   | MOD | MOD | MOD | MOD | MOD |
| --------- | --------- | --------- | --------- | --------- | - | --- | --- | --- | --- | --- |
| Ļ         | M̧         | Ņ         | N̄         | O̧         | Ḷ | Ṃ   | Ṇ   | Ñ   | Ọ   |     |
| ļ         | m̧         | ņ         | n̄         | o̧         | ḷ | ṃ   | ṇ   | ñ   | ọ   |     |

Amb dades de 2013, no hi ha caràcters precomposats en Unicode per a lletres M̧ m̧ N̄ n̄ O̧ o̧—fins ara, sols es poden visualitzar com a lletres llatines simples amb diacrítics de caràcters combinats, i fins i tot molts tipus de lletra Unicode no visualitzaran aquestes combinacions de forma adequada i neta. I tot i que Ļ ļ Ņ ņ realment existeixen com caràcters precomposats d'Unicode, aquestes lletres tampoc no visualitzen adequadament les lletres del marshallès en la major part dels tipus de lletra Unicode; l'Unicode defineix les lletres amb un trencat, però els tipus de lletra normalment els mostra amb una coma a sota per les expectatives de visualització de l'alfabet lituà.
Els dos sistemes ja requereixen tipus de lletra que mostrin les lletres llatines bàsiques (amb A a B b D d E e I i J j K k L l M m N n O o P p R r T t U u W w) i Llatí Estès-A (amb Ā ā Ō ō Ū ū). L'ortografia estàndard també requereix Lletres modificadores d'espai per al diacrítics de combinació. Les lletres alternatives MOD tenen l'avantatge de ser visualitzables de forma neta com els caràcters totalment precomposats de qualsevol tipus de lletra Unicode que doni suport a Llatí Bàsic, Llatí Estès-A junt amb Llatí-1 Suplement (amb Ḷ ḷ Ṃ ṃ Ṇ ṇ Ñ ñ) i Llatí Estès Addicional (amb Ḷ ḷ Ṃ ṃ Ṇ ṇ Ọ ọ). Si un tipus de llegra mostra confortablement tant l'IAST (International Alphabet of Sanskrit Transliteration o alfabet internacional de transliteració del sànscrit) com l'alfabet vietnamita pot visualitzar el marshallès.
La taula següent destaca els problemes de visualització a tipus de lletra comuns de les web i tipus de lletra lliures Unicode que se sap que donen suport letres estàndard o MOD de marshallès. Els diferents caràcters sols apareixeran si el vostre entorn operatiu els dona suport. Alguns tipus de lletra tenen problemes d'alineació dels diacrítics combinats, i la gran majoria dels tipus de lletra tenen el problema de diacrítics del lituà.
| Caràcter            |  | Lletres estàndard | Lletres estàndard | Lletres estàndard | Lletres estàndard | Lletres estàndard | Lletres estàndard | Lletres estàndard | Lletres estàndard | Lletres estàndard | Lletres estàndard | Lletres estàndard | Lletres estàndard | Lletres estàndard | Lletres estàndard | Lletres estàndard | Lletres estàndard |  | MOD Alternatius | MOD Alternatius | MOD Alternatius | MOD Alternatius | MOD Alternatius | MOD Alternatius | MOD Alternatius | MOD Alternatius | MOD Alternatius | MOD Alternatius |
| ------------------- |  | ----------------- | ----------------- | ----------------- | ----------------- | ----------------- | ----------------- | ----------------- | ----------------- | ----------------- | ----------------- | ----------------- | ----------------- | ----------------- | ----------------- | ----------------- | ----------------- |  | --------------- | --------------- | --------------- | --------------- | --------------- | --------------- | --------------- | --------------- | --------------- | --------------- |
| Arial               |  | Ā                 | ā                 | Ļ                 | ļ                 | M̧                 | m̧                 | Ņ                 | ņ                 | N̄                 | n̄                 | O̧                 | o̧                 | Ō                 | ō                 | Ū                 | ū                 |  | Ḷ               | ḷ               | Ṃ               | ṃ               | Ṇ               | ṇ               | Ñ               | ñ               | Ọ               | ọ               |
| Arial Unicode MS    |  | Ā                 | ā                 | Ļ                 | ļ                 | M̧                 | m̧                 | Ņ                 | ņ                 | N̄                 | n̄                 | O̧                 | o̧                 | Ō                 | ō                 | Ū                 | ū                 |  | Ḷ               | ḷ               | Ṃ               | ṃ               | Ṇ               | ṇ               | Ñ               | ñ               | Ọ               | ọ               |
| Calibri             |  | Ā                 | ā                 | Ļ                 | ļ                 | M̧                 | m̧                 | Ņ                 | ņ                 | N̄                 | n̄                 | O̧                 | o̧                 | Ō                 | ō                 | Ū                 | ū                 |  | Ḷ               | ḷ               | Ṃ               | ṃ               | Ṇ               | ṇ               | Ñ               | ñ               | Ọ               | ọ               |
| Cambria             |  | Ā                 | ā                 | Ļ                 | ļ                 | M̧                 | m̧                 | Ņ                 | ņ                 | N̄                 | n̄                 | O̧                 | o̧                 | Ō                 | ō                 | Ū                 | ū                 |  | Ḷ               | ḷ               | Ṃ               | ṃ               | Ṇ               | ṇ               | Ñ               | ñ               | Ọ               | ọ               |
| Candara             |  | Ā                 | ā                 | Ļ                 | ļ                 | M̧                 | m̧                 | Ņ                 | ņ                 | N̄                 | n̄                 | O̧                 | o̧                 | Ō                 | ō                 | Ū                 | ū                 |  | Ḷ               | ḷ               | Ṃ               | ṃ               | Ṇ               | ṇ               | Ñ               | ñ               | Ọ               | ọ               |
| Charis SIL          |  | Ā                 | ā                 | Ļ                 | ļ                 | M̧                 | m̧                 | Ņ                 | ņ                 | N̄                 | n̄                 | O̧                 | o̧                 | Ō                 | ō                 | Ū                 | ū                 |  | Ḷ               | ḷ               | Ṃ               | ṃ               | Ṇ               | ṇ               | Ñ               | ñ               | Ọ               | ọ               |
| Code2000            |  | Ā                 | ā                 | Ļ                 | ļ                 | M̧                 | m̧                 | Ņ                 | ņ                 | N̄                 | n̄                 | O̧                 | o̧                 | Ō                 | ō                 | Ū                 | ū                 |  | Ḷ               | ḷ               | Ṃ               | ṃ               | Ṇ               | ṇ               | Ñ               | ñ               | Ọ               | ọ               |
| Consolas            |  | Ā                 | ā                 | Ļ                 | ļ                 | M̧                 | m̧                 | Ņ                 | ņ                 | N̄                 | n̄                 | O̧                 | o̧                 | Ō                 | ō                 | Ū                 | ū                 |  | Ḷ               | ḷ               | Ṃ               | ṃ               | Ṇ               | ṇ               | Ñ               | ñ               | Ọ               | ọ               |
| Constantia          |  | Ā                 | ā                 | Ļ                 | ļ                 | M̧                 | m̧                 | Ņ                 | ņ                 | N̄                 | n̄                 | O̧                 | o̧                 | Ō                 | ō                 | Ū                 | ū                 |  | Ḷ               | ḷ               | Ṃ               | ṃ               | Ṇ               | ṇ               | Ñ               | ñ               | Ọ               | ọ               |
| Corbel              |  | Ā                 | ā                 | Ļ                 | ļ                 | M̧                 | m̧                 | Ņ                 | ņ                 | N̄                 | n̄                 | O̧                 | o̧                 | Ō                 | ō                 | Ū                 | ū                 |  | Ḷ               | ḷ               | Ṃ               | ṃ               | Ṇ               | ṇ               | Ñ               | ñ               | Ọ               | ọ               |
| Courier Nou         |  | Ā                 | ā                 | Ļ                 | ļ                 | M̧                 | m̧                 | Ņ                 | ņ                 | N̄                 | n̄                 | O̧                 | o̧                 | Ō                 | ō                 | Ū                 | ū                 |  | Ḷ               | ḷ               | Ṃ               | ṃ               | Ṇ               | ṇ               | Ñ               | ñ               | Ọ               | ọ               |
| DejaVu Sans         |  | Ā                 | ā                 | Ļ                 | ļ                 | M̧                 | m̧                 | Ņ                 | ņ                 | N̄                 | n̄                 | O̧                 | o̧                 | Ō                 | ō                 | Ū                 | ū                 |  | Ḷ               | ḷ               | Ṃ               | ṃ               | Ṇ               | ṇ               | Ñ               | ñ               | Ọ               | ọ               |
| DejaVu Sans Mono    |  | Ā                 | ā                 | Ļ                 | ļ                 | M̧                 | m̧                 | Ņ                 | ņ                 | N̄                 | n̄                 | O̧                 | o̧                 | Ō                 | ō                 | Ū                 | ū                 |  | Ḷ               | ḷ               | Ṃ               | ṃ               | Ṇ               | ṇ               | Ñ               | ñ               | Ọ               | ọ               |
| DejaVu Serif        |  | Ā                 | ā                 | Ļ                 | ļ                 | M̧                 | m̧                 | Ņ                 | ņ                 | N̄                 | n̄                 | O̧                 | o̧                 | Ō                 | ō                 | Ū                 | ū                 |  | Ḷ               | ḷ               | Ṃ               | ṃ               | Ṇ               | ṇ               | Ñ               | ñ               | Ọ               | ọ               |
| Gentium             |  | Ā                 | ā                 | Ļ                 | ļ                 | M̧                 | m̧                 | Ņ                 | ņ                 | N̄                 | n̄                 | O̧                 | o̧                 | Ō                 | ō                 | Ū                 | ū                 |  | Ḷ               | ḷ               | Ṃ               | ṃ               | Ṇ               | ṇ               | Ñ               | ñ               | Ọ               | ọ               |
| Gentium Plus        |  | Ā                 | ā                 | Ļ                 | ļ                 | M̧                 | m̧                 | Ņ                 | ņ                 | N̄                 | n̄                 | O̧                 | o̧                 | Ō                 | ō                 | Ū                 | ū                 |  | Ḷ               | ḷ               | Ṃ               | ṃ               | Ṇ               | ṇ               | Ñ               | ñ               | Ọ               | ọ               |
| Lucida Sans Unicode |  | Ā                 | ā                 | Ļ                 | ļ                 | M̧                 | m̧                 | Ņ                 | ņ                 | N̄                 | n̄                 | O̧                 | o̧                 | Ō                 | ō                 | Ū                 | ū                 |  | Ḷ               | ḷ               | Ṃ               | ṃ               | Ṇ               | ṇ               | Ñ               | ñ               | Ọ               | ọ               |
| Segoe UI            |  | Ā                 | ā                 | Ļ                 | ļ                 | M̧                 | m̧                 | Ņ                 | ņ                 | N̄                 | n̄                 | O̧                 | o̧                 | Ō                 | ō                 | Ū                 | ū                 |  | Ḷ               | ḷ               | Ṃ               | ṃ               | Ṇ               | ṇ               | Ñ               | ñ               | Ọ               | ọ               |
| Source Code Pro     |  | Ā                 | ā                 | Ļ                 | ļ                 | M̧                 | m̧                 | Ņ                 | ņ                 | N̄                 | n̄                 | O̧                 | o̧                 | Ō                 | ō                 | Ū                 | ū                 |  | Ḷ               | ḷ               | Ṃ               | ṃ               | Ṇ               | ṇ               | Ñ               | ñ               | Ọ               | ọ               |
| Source Sans Pro     |  | Ā                 | ā                 | Ļ                 | ļ                 | M̧                 | m̧                 | Ņ                 | ņ                 | N̄                 | n̄                 | O̧                 | o̧                 | Ō                 | ō                 | Ū                 | ū                 |  | Ḷ               | ḷ               | Ṃ               | ṃ               | Ṇ               | ṇ               | Ñ               | ñ               | Ọ               | ọ               |
| Tahoma              |  | Ā                 | ā                 | Ļ                 | ļ                 | M̧                 | m̧                 | Ņ                 | ņ                 | N̄                 | n̄                 | O̧                 | o̧                 | Ō                 | ō                 | Ū                 | ū                 |  | Ḷ               | ḷ               | Ṃ               | ṃ               | Ṇ               | ṇ               | Ñ               | ñ               | Ọ               | ọ               |
| Times New Roman     |  | Ā                 | ā                 | Ļ                 | ļ                 | M̧                 | m̧                 | Ņ                 | ņ                 | N̄                 | n̄                 | O̧                 | o̧                 | Ō                 | ō                 | Ū                 | ū                 |  | Ḷ               | ḷ               | Ṃ               | ṃ               | Ṇ               | ṇ               | Ñ               | ñ               | Ọ               | ọ               |

### Diferències a l'ortografia
La vella ortografia era encara molt semblant a la nova ortografia, però feia menys distincions fonològiques a l'ortografia que el que fa la nova. La nova ortografia intenta ser consistent en la fonologia alhora que respecta la major part dels patrons de l'antiga ortografia, especialment pel que fa a les vocals i w. Això ha fer la nova ortografia relativament senzilla d'aprendre per als usuaris de l'antiga. La fonologia del marshallès estava documentada per Bender (1969) amb exemples escrits usant l'ortografia antiga. Algunes diferències entre la nova i l'antiga ortografia són les següents:
- La nova ortografia usa les lletres amb trencat ļ m̧ ņ o̧. L'antiga ortografia no usava trencats i escrivia amb ambigüitat l m n o.
- La nova ortografia usa p per a "llum" /pʲ/ i b per a "pesat" /pˠ/. L'antiga ortografia usava b als dos casos.
Compareu l'antic binjel amb el nou pinjeļ [pʲinʲzʲɛ͡ʌɫ], 'llapis'.
- La nova ortografia usa consistentment d per a "lleuger" /rʲ/ a totes les posicions. L'antiga ortografia sovint escriba això dr abans de les vocals, i r després de les vocals.
Compareu l'antic Amerka amb el nou Amedka [ɑ̯ɑ͡æmʲɛr̪ʲ(ɛ͡ʌ)ɡɑɑ̯], 'Estats Units d'Amèrica'.
Compareu l'antic indreo o indrio amb el nou indeeo [i̯inʲr̪ʲee̯ɛ̯ɛ͡ɔɔ̯], 'sempre'.
- Excepte a cert afixos com -an on l'ortografia de les vocals pot ser fixa, la nova ortografia escriu la vocal monoftong al·lòfon [æ] com ā a totes les posicions. L'antiga ortografia tenia ā però era relativament menys comú, i [æ] s'escrivia en canvi a vegades com e.
Compareu l'antic Ebeje amb el nou Epjā [ɛ̯ɛbʲ(ɛ)zʲææ̯], 'Illa Ebeye'.
- Excepte en alguns afixos com ri- on l'ortografia de les vocals pot ser fixa, la nova ortografia escriu la vocal monoftong al·lòfon [ɯ] com ū a totes les posicions. L'antiga ortografia tenia [ɯ] com i entre consonants.
Compareu l'antic Kirijmōj amb el nou Kūrijm̧ōj [kɯrˠɯ͡izʲ(i͡ɯ)mˠɤ͡etʲ], 'Nadal'.
- La nova ortografia sols usa les lleres e o ō per a al·lòfons del fonema de vocal /ɘ/. A l'antiga ortografia, algunes paraules usaven e o ō, però altres paraules usaven i u (ū) en canvi.
Compareu l'antic ailin̄ amb el nou aelōn̄ [ɑ̯ɑ͡æelʲe͡ɤŋ], 'terra'.
- La nova ortografia usa la lletra o̧ per a l'al·lòfon monoftong de vocal [ɒ] junt amb molts del seus al·lòfons de diftong relacionats. L'antiga ortografia escrivia [ɒ] com a entre consonants, peròp o al final de les paraules.
Compareu l'antic iakwe amb el nou io̧kwe [i̯æ͡ɒɡʷɔ͡ɛɛ̯], 'hola; adéu; amor'.
Compareu l'antic mo amb el nou mo̧ [mʲæ͡ɒɒ̯], 'tabú'.
- La nova ortografia intenta consistentment escriure vocals llargues i consonants geminades amb lletres dobles. L'antiga ortografia habitualment escrivia aquests casos com a lletres úniques.
Compareu l'antic ekatak amb el nou ekkatak [ɛ̯ɛ͡ʌkːɑdˠɑk], 'estudi'.
Compareu l'antic jab amb el nou jaab [tʲæ͡ɑːpˠ], 'no'.
- La paraula io̧kwe [i̯æ͡ɒɡʷɔ͡ɛɛ̯] ('hola; adéu; amor') i la frase io̧kwe eok [i̯æ͡ɒɡʷɔ͡ɛɛ̯ e̯e͡okʷ] ('hola [a tu]') són un acas especial. La nova ortografia s'inclina a for de l'ortografia io̧kwe eok, mentre que l'antiga s'inclina a favor de iakwe iuk. Però yokwe yuk ha estat històricament més incorporada en les dues ortografies, tot i que la lletra y no existeix a les regles normals d'ortografia en cap de les ortografies. Aquesta ortografia té també significat per al multilingüisme; yokwe (yuk) /ˈjɒkweɪ (ˈjʊk)/ és també l'ortografia establerta per a la salutació quan s'usa a l'anglès influenciat pel marshallès i pels parlants d'anglès a les Illes Marshall.